# 广东建工控股
广东省建筑工程集团控股有限公司（英語：Guangdong Construction Engineering Group Co., Ltd.，简称GDCEG），简称广东建工控股、广东建工，是广东省以建筑工程为主业的省属大型国有企业集团，前身是成立于1953年的广东省建筑工程局。

## 历史
1953年6月，广东省人民政府组建成立建筑工程局，1956年2月，改为广东省城市建设局，1958年5月，更名为广东省建筑工程局。1983年11月，转制为广东省建筑工程总公司。1990年4月，成立广东省建筑工程集团，1999年3月，改制为有限责任公司。
2000年8月，广东省水利水电第二工程局划入广东省建筑工程集团有限公司，2003年划出，2008年更名为广东省水电集团有限公司。
2017年12月，广东省人民政府批复同意省属建筑工程板块企业改革重组，2018年1月，原广东省水电集团并入广东省建筑工程集团。
2022年11月29日，原广东省水电集团控股上市公司“广东水电二局股份有限公司（简称“粤水电”，上交所：002060）”重大资产重组项目获得中国证监会批复，广东建工集团将总体资产注入“粤水电”，从而成为广东省首家整体上市的省属企业。2021年12月1日，集团母公司变更为“广东省建筑工程集团控股有限公司”，简称“广东建工控股”，广东建工集团100%股权无偿划转给广东建工控股。2024年2月，“粤水电”正式更名为“广东建工”。

## 子公司
- 广东水电二局股份有限公司
- 广东省水利水电第三工程局有限公司
- 广东水电云南投资有限公司
- 广东省第一建筑工程有限公司（广东省土木工程公司）
- 广东省第二建筑工程有限公司
- 广东省建筑机械厂有限公司
- 广东省工业设备安装有限公司
- 广东省基础工程集团有限公司
- 广东华隧建设集团股份有限公司
- 广东省建筑工程机械施工有限公司
- 广东省建筑科学研究院集团股份有限公司
- 广东建鑫投融资住房租赁有限公司
- 广东省广建设计集团有限公司
- 广东省粤东三江连通建设有限公司
- 广东省建隆置业有限公司
- 广东建晟投资开发有限公司
- 广东省兴粤水利投资有限公司
- 广东建远建筑装配工业有限公司
- 广东省构建工程建设有限公司（广东建工集团第五分公司）
- 广东岭南健康产业集团有限公司（广东省水电医院、东莞三局医院）